# Simon Harrison
Simon Harrison (Northampton, 6 september 1969) is een Brits autocoureur. Hij reed in veel salooncars, maar hij is het meest bekend van zijn tijd in het BTCC.

## Carrière
Nadat hij startte in het karting en in 1985 de Golden Steering Wheel Award won, was zijn eerste serieuze race-ervaring in de Formule First, waar hij het seizoen als derde eindigde in het kampioenschap. In 1991 reed hij in het Britse Formule Ford-kampioenschap en eindigde als derde in de Formule Vauxhall Junior Series in 1993. In 1994 stapte hij over naar salooncars, waar hij in hetzelfde jaar het National Saloon Championship won en domineerde in een Honda Civic.

### BTCC
Zijn succes van het jaar daarvoor zorgde ervoor dat Harrison in 1995 in het BTCC mocht rijden voor het team Total Team Peugeot in een Peugeot 405. Het was een slecht debuutseizoen voor hem, hij eindigde het jaar als 22e met slechts 9 punten. In 1996 rijdt hij in hetzelfde team met als teamgenoot de kampioen uit 1992 Tim Harvey. In de daaropvolgende jaren zat hij zonder zitje en was vooral testcoureur. In 1999 keerde hij terug naar het National Saloon Championship, waar hij weer won, deze keer in een Honda Integra Type R. In 2000 keerde hij terug naar het BTCC in de nieuwe B-klasse in een Ford Focus voor het team GR Motorsport. Hij reed dat jaar slechts twee raceweekenden, maar dit leidde tot een fulltime zitje in 2001 in een Peugeot 306 in wat toen de productieklasse heette. Zijn vier klasse-overwinningen vroeg in het seizoen hielpen hem aan het productieklassekampioenschap, waarbij hij James Kaye met slechts zeven punten versloeg.
Na het BTCC reed Harrison in het European Touring Car Championship voor het team GR Asia in een Honda Civic, zonder echt succes. Hij nam deel aan het laatste raceweekend van het WTCC in 2005 op het Circuito da Guia in 2005 voor het team JAS Motorsport in een Honda Accord.